# Episodi de Il mio amico Arnold (terza stagione)
La terza stagione della sitcom Il mio amico Arnold è stata trasmessa negli Stati Uniti dal 12 novembre 1980 al 13 maggio 1981. Gli episodi 1, 2 e dal 4 all'11 vengono trasmessi in prima visione in Italia sulle emittenti private tra il 1981 e il 1982. I restanti episodi, a eccezione di alcuni rimasti inediti in Italia, vengono trasmessi nel 1982 su Canale 5.
| Nº | Titolo originale               | Titolo italiano               | Prima TV USA     | Prima TV Italia |
| -- | ------------------------------ | ----------------------------- | ---------------- | --------------- |
| 1  | The Bank Job: Part 1           | Rapina a mano armata: Parte 1 | 12 novembre 1980 | 1981            |
| 2  | The Bank Job: Part 2           | Rapina a mano armata: Parte 2 | 12 novembre 1980 | 1981            |
| 3  | Small Claims Court             | Piccola corte di reclami      | 19 novembre 1980 | 1981            |
| 4  | Substitute Mother              |                               | 26 novembre 1980 | Inedito         |
| 5  | The Accident: Part 1           | L'incidente: Parte 1          | 3 dicembre 1980  | 1981            |
| 6  | The Accident: Part 2           | L'incidente: Parte 2          | 3 dicembre 1980  | 1981            |
| 7  | Little Mother                  | Ragazza madre                 | 10 dicembre 1980 | 1981            |
| 8  | Football Father                | Padre football                | 17 dicembre 1980 | 1981            |
| 9  | First Love                     | Primo amore                   | 31 dicembre 1980 | 1981            |
| 10 | Count Your Blessings           | Conta le tue pulsazioni       | 7 gennaio 1981   | 1982            |
| 11 | The Loan                       | Il prestito                   | 14 gennaio 1981  | 1982            |
| 12 | Roots                          | Radici                        | 21 gennaio 1981  | 1982            |
| 13 | Junk Food Junkie/The Junk Food | Porcherie                     | 28 gennaio 1981  | 1982            |
| 14 | The Bus                        | Il bus                        | 4 febbraio 1981  | 1982            |
| 15 | The Older Man                  | Il vecchio uomo               | 25 febbraio 1981 | 1982            |
| 16 | Where There's Hope             |                               | 4 marzo 1981     | Inedito         |
| 17 | The Magician/It's Magic        | Il mago                       | 11 marzo 1981    | 1982            |
| 18 | Drummond's Fair Lady           |                               | 18 marzo 1981    | Inedito         |
| 19 | The Ancestors                  | Gli antenati                  | 25 marzo 1981    | 1982            |
| 20 | Almost American                |                               | 1º aprile 1981   | Inedito         |
| 21 | Room for One More              | Stanza per uno in più         | 6 maggio 1981    | 1982            |
| 22 | The Athlete                    |                               | 13 maggio 1981   | Inedito         |

## Rapina a mano armata: Parte 1
- Titolo originale: The Bank Job: Part 1
- Diretto da: Gerren Keith
- Scritto da: Howard Leeds, Ben Starr e Martin Cohan

### Trama
Arnold vuole fare colpo su Tootie e ha bisogno di prelevare dei soldi in banca. Poco dopo, due rapinatori entrano in azione e lui, il signor Drummond e Willis vengono presi in ostaggio. 
- Guest stars: Kim Fields (Tootie Ramsey), Jesse Goins (Thomas), Mike Cavanaugh (Woody), Elaine Appleton (Lillian), Dolores Cantu (Alicia), James Reynolds (Signor Gibson), Dick O'Neill (Agente Burns), Billy Beck (Guardia) e John Starr (Impiegato).

## Rapina a mano armata: Parte 2
- Titolo originale: The Bank Job: Part 2
- Diretto da: Gerren Keith
- Scritto da: Howard Leeds, Ben Starr e Martin Cohan

### Trama
Un piano escogitato da Arnold permette ai soccorsi di intervenire e, dopo molte ore, tutti gli ostaggi vengono finalmente liberati.
- Guest stars: Kim Fields (Tootie Ramsey), Jesse Goins (Thomas), Mike Cavanaugh (Woody), Elaine Appleton (Lillian), Dolores Cantu (Alicia), James Reynolds (Signor Gibson), Dick O'Neill (Agente Burns), Billy Beck (Guardia), John Starr (Impiegato), Kurt Smildsin (Agente), Victor Rivas (Agente), Geoff Edwards (Giornalista) e Justin Mastro (Fattorino).

## Piccola corte di reclami
- Titolo originale: Small Claims Court
- Diretto da: Gerren Keith
- Scritto da: Ed Jurist, Gordon Mitchell, Hugh Wedlock e Ben Gershman

### Trama
Arnold scopre che il trenino appena acquistato non funziona e cita in giudizio il proprietario del negozio. 
- Guest stars: Paul Kent (Giudice Roscoe C. Briggs), Lennie Bremen (Signor Newhouse), Julia Calderon (Signora Spangler), Milt Kogan (Signor Haskell) e Shirley Neal (Segretaria).

## Substitute Mother
- Diretto da: Gerren Keith
- Scritto da: Debra Frank, Scott Rubenstein e Patricia Kane

### Trama
Adelaide deve assentarsi momentaneamente e, in attesa del suo ritorno, all'attico arriva un'altra governante. Ad Arnold sembra di rivedere sua madre e vuole che il signor Drummond e la donna si fidanzino. 
- Guest stars: Nedra Volz (Adelaide Brubaker) e Denise Nicholas (Sondra Williams).
- Note: In Italia questo episodio è inedito.

## L'incidente: Parte 1
- Titolo originale: The Accident: Part 1
- Diretto da: Gerren Keith
- Scritto da: Howard Leeds, Ben Starr, Martin Cohan e Calvin Kelly

### Trama
I ragazzi e Adelaide sono pronti a festeggiare il compleanno del signor Drummond ma un brutto incidente stradale rovina i loro piani.
- Guest stars: Nedra Volz (Adelaide Brubaker), Robert Ginty (Ron Connelly), Tom Rosqui (Dottor Benson), Gina Gallego (Infermiera), Rana Ford (Infermiera) e Cyndi Cardinal (Ragazza).

## L'incidente: Parte 2
- Titolo originale: The Accident: Part 2
- Diretto da: Gerren Keith
- Scritto da: Howard Leeds, Ben Starr, Martin Cohan e Calvin Kelly

### Trama
L'amnesia del signor Drummond potrebbe comportare la perdita della sua compagnia e della custodia dei suoi figli. 
- Guest stars: Nedra Volz (Adelaide Brubaker), Robert Rockwell (Tom Bishop), Robert Ginty (Ron Connelly) e Tom Rosqui (Dottor Benson).

## Ragazza madre
- Titolo originale: Little Mother
- Diretto da: Gerren Keith
- Scritto da: Ed Jurist

### Trama
Una serie di fraintendimenti porta i Drummond a credere erroneamente che Kimberly aspetti un bambino.
- Guest stars: Kari Michaelsen (Ellen Marshall) e Claude Earl Jones (Ed Marshall).

## Padre football
- Titolo originale: Football Father
- Diretto da: Gerren Keith
- Scritto da: Sandy Veith e Donald Ross

### Trama
Per garantire ad Arnold un posto nella squadra di football, il signor Drummond regala al team delle nuove divise.
- Guest stars: Nedra Volz (Adelaide Brubaker), Shavar Ross (Dudley Ramsey), Le Tari (Ted Ramsey), Angela Newell (Cynthia Needleman), Meeno Peluce (Miller), Greg Mullavey (Coach Slattery) e Pat Mulligan (Signor Green).
- Note: Todd Bridges è assente in questo episodio.

## Primo amore
- Titolo originale: First Love
- Diretto da: Gerren Keith
- Scritto da: Jerry Winnick

### Trama
Il signor Drummond vieta a Willis di incontrare la sua fidanzata a causa del calo del suo rendimento scolastico. 
- Guest stars: Nedra Volz (Adelaide Brubaker), Janet Jackson (Charlene Duprey) e Arthur Burghardt (Signor Duprey).

## Conta le tue pulsazioni
- Titolo originale: Count Your Blessings
- Diretto da: Gerren Keith
- Scritto da: Marshall Goldberg

### Trama
Arnold scopre che non crescerà molto in futuro così il signor Drummond gli presenta una figlia di un'amica per fargli capire quanto in realtà sia fortunato. 
- Guest stars: Melanie Watson (Kathy Gordon), Joan Welles (Dorothy Gordon) e Rhoda Gemignani (Dottoressa).

## Il prestito
- Titolo originale: The Loan
- Diretto da: Gerren Keith
- Scritto da: Mara Lideks, Howard Leeds, Ben Starr e Martin Cohan

### Trama
Il portinaio dell'edificio chiede ad Arnold un prestito di denaro.
- Guest stars: Tommy Aguilar (Mannie) e Dave Johnson (Giornalista).

## Radici
- Titolo originale: Roots
- Diretto da: Gerren Keith
- Scritto da: Kurt Taylor, John Donley e Howard Meyers

### Trama
Arnold e Willis vogliono dimostrare ai loro amici di non aver dimenticato la cultura di Harlem.
- Guest stars: Nedra Volz (Adelaide Brubaker), Erik Moses (Oscar), Tony Williams (Charles) e Lee Chamberlin (Dottoressa Chadway).

## Porcherie
- Titolo originale: Junk Food Junkie
- Diretto da: Gerren Keith
- Scritto da: Dawn Aldredge

### Trama
Il signor Drummond avvia una campagna per sostituire i cibi dei distributori alla scuola di Arnold con alimenti più sani.
- Guest stars: Dody Goodman (Sophia Drummond), Shavar Ross (Dudley Ramsey), Steven Mond (Robbie Jayson) e Lillian Lehman (Signorina Rawls).
- Note: Un altro titolo di questo episodio è The Junk Food.

## Il bus
- Titolo originale: The Bus
- Diretto da: Gerren Keith
- Scritto da: Glenn Padnick

### Trama
La gioia di Arnold dovuta al fatto che prenderà il bus per andare a scuola viene stroncata da un gruppo di rivoltosi. 
- Guest stars: Hector Elias (Signor Martinez), Perla Walter (Signora Martinez), Cal Gibson (Signor Davis), David Moses (Signor Robinson), Saundra Sharp (Signora Robinson), Virginia Wing (Signora Chung), Russell Shannon (Signore) e David Partington (Signore).

## Il vecchio uomo
- Titolo originale: The Older Man
- Diretto da: Gerren Keith
- Scritto da: Albert E. Lewin

### Trama
Kimberly, dopo essere stata truccata da Blair, sembra più grande e riesce a ottenere un appuntamento con un uomo di venticinque anni.
- Guest stars: Lisa Whelchel (Blair Warner), Mindy Cohn (Natalie Green), Lou Richards (Mike), Mickey Morton (Signore), Bobby Herbeck (Signore), Julia Calderon (Signora) e Verda Bridges (Signora).

## Where There's Hope
- Diretto da: Gerren Keith
- Scritto da: John Donley, Howard Meyers e Walter E. Smith

### Trama
Arnold non vuole invitare alla sua festa di compleanno una ragazza che ritiene fastidiosa. Il signor Drummond scopre successivamente che la giovane soffre di una grave malattia. 
- Guest stars: Shavar Ross (Dudley Ramsey), Monika Furness (Susie Moore), Edward Neely (Chubby), Brad English (Signor Moore) e Pat Finley (Signora Moore).
- Note: In Italia questo episodio è inedito.

## Il mago
- Titolo originale: The Magician
- Diretto da: Gerren Keith
- Scritto da: Louis Smallwood, M. Martez Thomas, Ed Jurist e Gordon Mitchell

### Trama
Arnold rimane bloccato sul cornicione dell'edificio dopo aver messo in scena un numero di magia.
- Guest stars: Ed "Too Tall" Jones (Sé stesso) e Veronica Redd (Signorina Buxton).
- Note: Un altro titolo di questo episodio è It's Magic.

## Drummond's Fair Lady
- Diretto da: Gerren Keith
- Scritto da: Sandy Veith e Jeff Lewis

### Trama
Il signor Drummond ha intenzione di assumere una donna nella sua compagnia ma i suoi figli e i suoi dipendenti non sono d'accordo. 
- Guest stars: Wendy Fulton (Rebecca Conway), Russell Arms (Howie), Edward Penn (Marty) e Jimmy Weldon (Ben).
- Note: In Italia questo episodio è inedito.

## Gli antenati
- Titolo originale: The Ancestors
- Diretto da: Gerren Keith
- Scritto da: Ed Jurist e Calvin Kelly

### Trama
Il signor Drummond e la zia Sophia ereditano un terreno ad Harlem su cui vogliono costruire un centro comunitario. Dopo diverse ricerche, i due scoprono che il loro antenato era un mercante di schiavi.
- Guest stars: Dody Goodman (Sophia Drummond), Erik Moses (Oscar) e Rick Fitts (Signor Collins).

## Almost American
- Diretto da: Gerren Keith
- Scritto da: Howard Leeds, Ben Starr, Martin Cohan, Glenn Padnick e Warren Murray

### Trama
Il signor Drummond e Arnold fanno la conoscenza di un immigrato cecoslovacco iscritto alla scuola serale. 
- Guest stars: Maureen McNamara (Catherine Armstrong), Rosalind Chao (Ming Li), Richard Yniguez (Rudy), Bob Ari (Milos), Ernie Hudson (Kwame), Anna Bjorn (Kristin) e Brad Trumbull (Detective Simpson).
- Note: Questo episodio è un backdoor pilot per uno spin-off mai realizzato. La Chao ritornerà in alcuni episodi della quarta e della quinta stagione con il ruolo dell'insegnante di Arnold, la signorina Chung. In Italia questo episodio è inedito.

## Stanza per uno in più
- Titolo originale: Room for One More
- Diretto da: Gerren Keith
- Scritto da: Fred S. Fox e Seaman Jacobs

### Trama
Dudley crede che suo padre non possa più mantenerlo e chiede ai Drummond di essere adottato.
- Guest stars: Nedra Volz (Adelaide Brubaker), Shavar Ross (Dudley Ramsey) e Le Tari (Ted Ramsey).

## The Athlete
- Diretto da: Gerren Keith
- Scritto da: Gordon Mitchell

### Trama
Willis viene convinto da un allenatore di baseball a unirsi alla sua scuola. Il signor Drummond nota che l'iscrizione può avvenire solo falsificando dei documenti e proibisce al figlio di andare avanti.
- Guest stars: Jack Knight (Coach Stockwood) e John Starr (Postino).
- Note: In Italia questo episodio è inedito.